# Tomba dei giganti di Coddu Vecchiu
La tomba dei giganti di Coddu Vecchiu (o Coddu Ecchju) è un importante sito archeologico nuragico situato nel territorio del comune di Arzachena, in provincia della Gallura Nord-Est Sardegna. Si trova nelle vicinanze del nuraghe La Prisgiona.

## Storia
La tomba, in granito locale, venne edificata in tre fasi:
- la prima durante il calcolitico (cultura di Monte Claro) quando si costruì l'originario dolmen a corridoio di circa 10 m di lunghezza
- la seconda fase durante il bronzo antico, con la riutilizzazione da parte delle genti della cultura di Bonnanaro
- la terza fase, di ristrutturazione e a cui si deve l'innalzamento delle stele e l'aggiunta dell'esedra, durante il bronzo medio, in piena epoca nuragica

## Galleria d'immagini

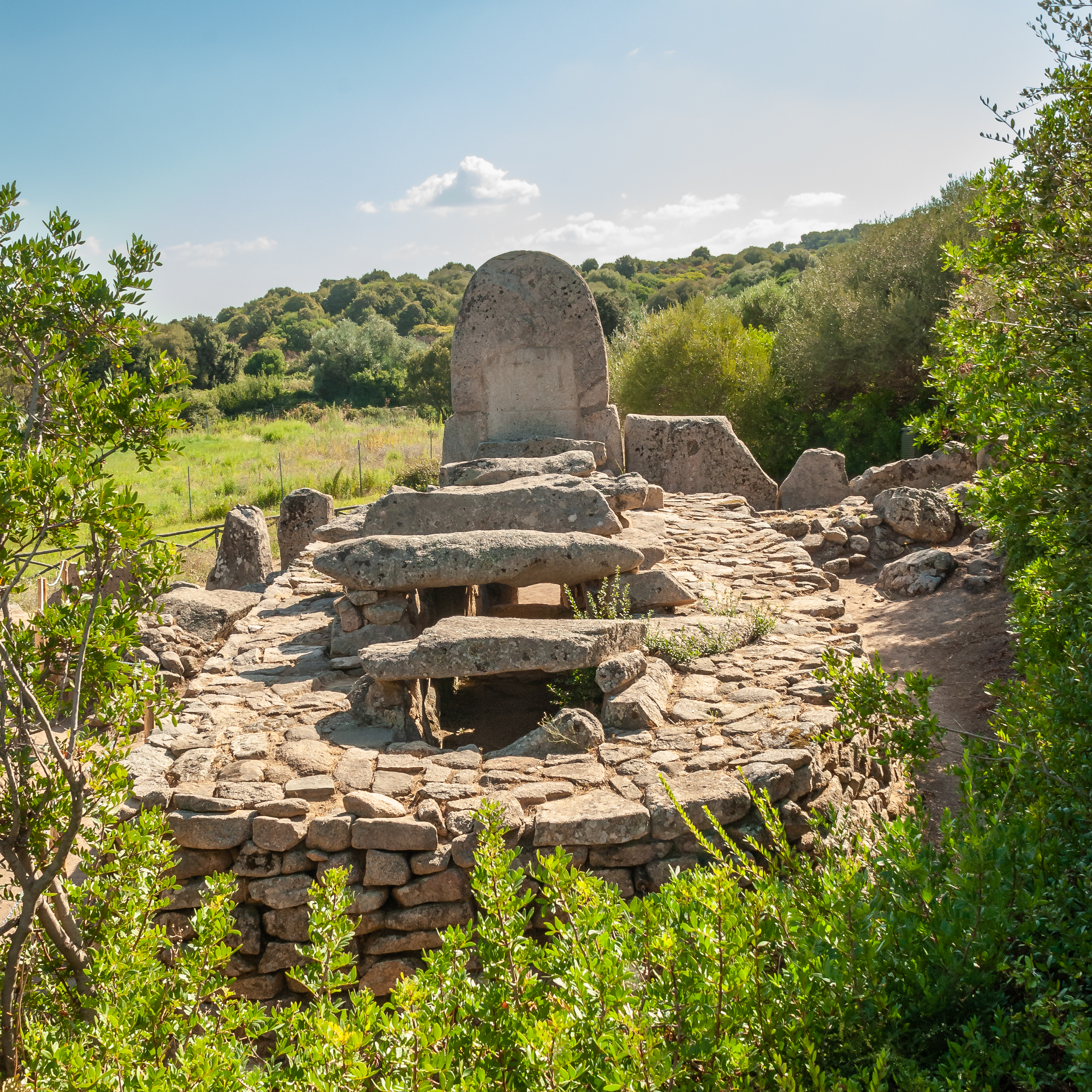
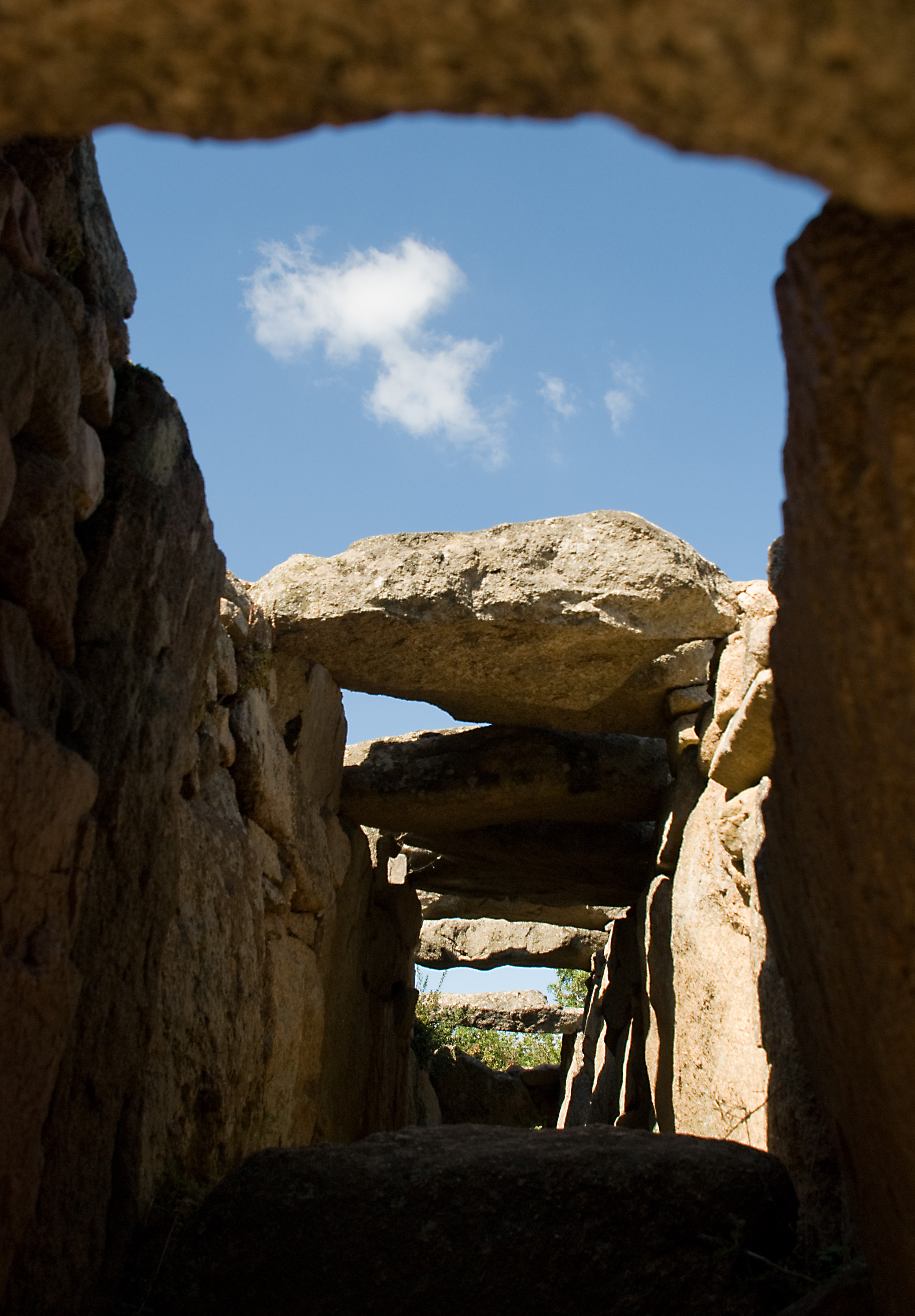
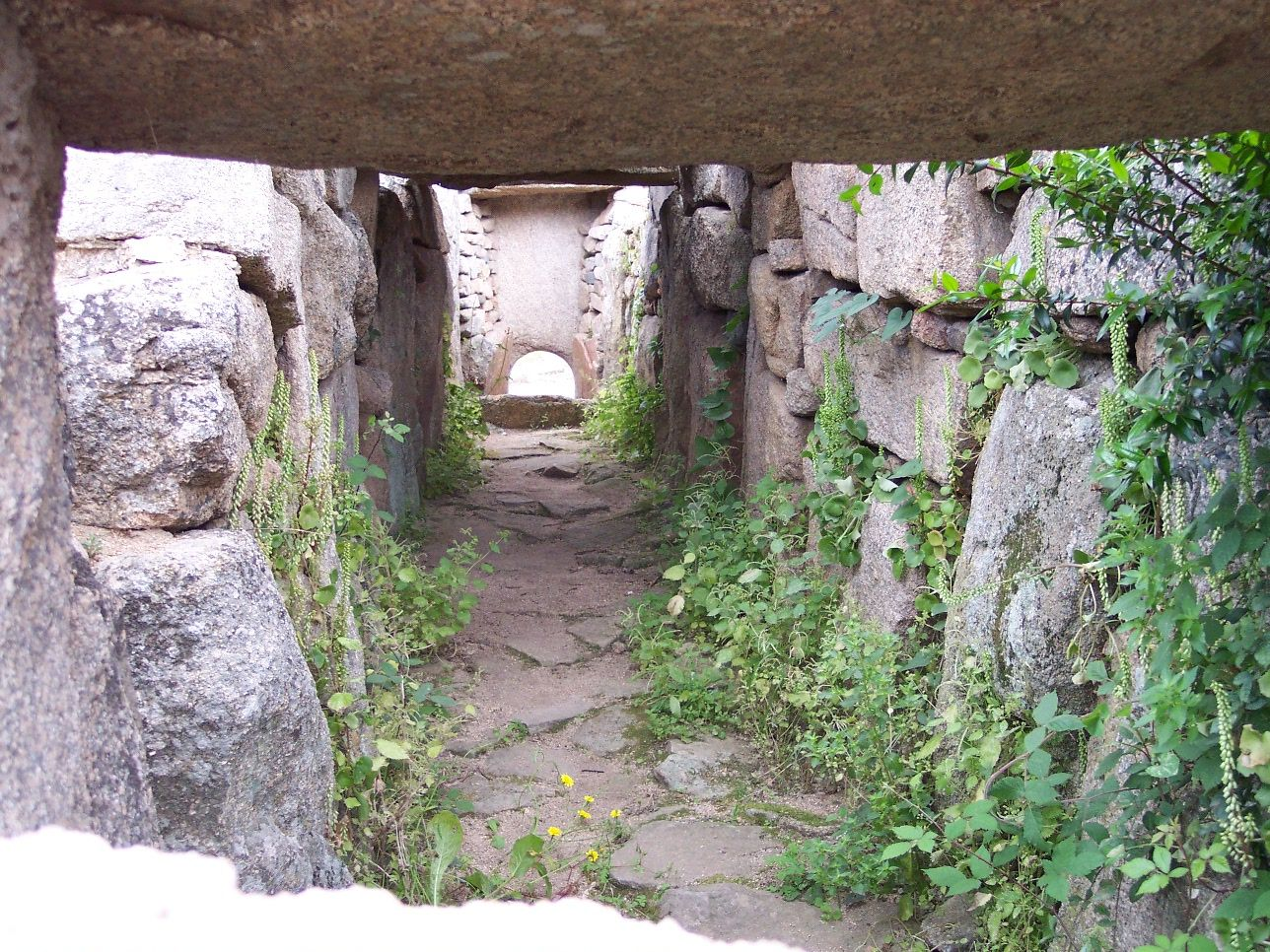